# Entalophoroecia racemosa
Entalophoroecia racemosa är en mossdjursart som först beskrevs av Hutton 1873.  Entalophoroecia racemosa ingår i släktet Entalophoroecia och familjen Diaperoeciidae. Inga underarter finns listade i Catalogue of Life.